# Bekkhild
Bekkhild ist eine mythologische Figur aus dem nordischen Sagenkreis. Sie ist in der Völsunga saga die Schwester Brynhilds und Gemahlin von Heimir. Sie lernte anders als Brynhild Handarbeit und blieb zuhause. Der Name Bekkhild leitet sich von dem nordischen bekkr ab, was „Bank“ heißt (nach den langen Bänken in der altskandinavischen Halle).